# Persoonia hindii
Persoonia hindii är en tvåhjärtbladig växtart som beskrevs av P.H. Weston & L.A.S. Johnson. Persoonia hindii ingår i släktet Persoonia och familjen Proteaceae. Inga underarter finns listade i Catalogue of Life.